# Absurd (band)
 For alternative betydninger, se Absurd. (Se også artikler, som begynder med Absurd)
Absurd er et tysk black metal-band, dannet i 1992. Bandet har gennem tiden haft skiftende medlemmer og dermed også forskellig ideologisk og musikalsk indflydelse. På trods af beskyldninger om at være NSBM, så har alle album på nær Asgardsrei været upolitiske og bandet har endda haft pro-Antifa medlemmer påstår bandlederen Hendrik Möbus i en podcast.
Delstaten Thüringens føderale og statslige sikkerhedstjeneste for indenrigspolitisk overvågning Verfassungsschutz har betegnet bandet som højreekstremistisk, så sent som i deres beretning fra 2022.
Flere af bandets medlemmer, herunder Hendrik Möbus, blev fængslet i 1993 efter mordet på en jævnaldrende skoleelev, og bandet har ligeledes været præget af senere kriminalitet.

## Medlemmer
- JFN – vokal
- Leichenaar – bas
- KPS – trommer
- Widar – Guitar

### Tidligere medlemmer
- Dark Mark Doom (Sebastian Schauseil) – vokal, guitar, bas
- Damien Thorn – guitar, bas
- Tormentor – guitar, bas
- Chuck Daniels/Chuck Highlander Surt/C.H.Surt (Andreas Kirchner) – bas
- Wolf – vokal
- Unhold – guitar, bas, trommer

## Diskografi

### Studiealbum
- 1996: Facta Loquuntur
- 2001: Werwolfthron
- 2003: Totenlieder
- 2005: Blutgericht
- 2008: Der Fünfzehnjährige Krieg
- 2022: Schwarze Bande

### Ep'er
- 1999: Asgardsrei
- 2004: Raubritter
- 2005: Grimmige Volksmusik
- 2023: Vigilante
- 2023: Das Heer aus dem Dunkel

### Splitalbum
- 1997: Totenburg / Die Eiche (med Heldentum)
- 2002: Wolfskrieger / Galdur Vikodlaks (med Pantheon)
- 2008: Weltenfeind (med Grand Belial's Key og Sigrblot)
- 2020: Thuringian Pagan Madmen (med Barad Dûr, Goatmoon og Dark Fury)
- 2022: Welcome to the Anarchy (Med Abyssic Hate)
- 2022: Berserks of Asgardsrei (med Evil)
- 2022: Sieben Tage des Feuers / Tối nay chúng ta sẽ đến (Med Vothana)

### Opsamlingsalbum
- 1994: God's Death / Sadness
- 2007: Raubritter / Grimmige Volksmusik

### Demoer
- 1992: God's Death
- 1993: Death From the Forest
- 1993: Sadness
- 1994: Out of the Dungeon
- 1994: Ubungsraum
- 1995: Thuringian Pagan Madness
- 1999: Sonnenritter

### Singler
- 2005: "Ein kleiner Vorgeschmack"

## Fodnoter
1. ↑  Christian Dornbusch, Hans-Peter Killguss: Unheilige Allianzen. Black Metal zwischen Satanismus, Heidentum und Neonazismus', p. 52
2. ↑  Asgardsrei
3. ↑  https://podcastaddict.com/urkult/episode/120306726
4. ↑  4. Weitgehend unstrukturierte Rechtsextremisten. I: Verfassungsschutzbericht Freistaat Thüringen 2022. Hentet 3. april 2025
5. ↑  "Read more about Absurd (Deu)". Arkiveret fra originalen 14. januar 2009. Hentet 12. april 2009.